# Ахмед I
Ахме́д I (осман. احمد اول‎ / Ahmed-i evvel, тур. Birinci Ahmet; 1588/18 апреля или 28 апреля 1590; Маниса — 22 ноября 1617; Стамбул) — четырнадцатый султан Османской империи (1603—1617), сын султана Мехмеда III и наложницы Хандан-султан, старший брат султана Мустафы I и отец султанов Османа II, Мурада IV и Ибрагима I.
Ахмед I вступил на престол в возрасте 13 лет после смерти отца Мехмеда III в декабре 1603 года и стал первым султаном Османской империи, который на момент восшествия на престол не имел детей или наложниц. В первые годы правления султана его мать Хандан-султан пыталась влиять на политику, но Ахмед I пренебрегал её советами и матери не подчинялся. В правление Ахмеда I было подавлено восстание Джаляли, произошла неудачная для Османской империи турецко-персидская война и завершилась война с Венгрией, которая началась ещё в 1593 году в правление его деда Мурада III.
По приказу Ахмеда I была построена в Стамбуле Голубая мечеть, один из шедевров мусульманской архитектуры. Ахмед I умер от желудочной болезни 22 ноября 1617 года в возрасте 27 лет, ему наследовал его младший брат Мустафа I, нарушив многовековую традицию наследования от отца к сыну. Это было связано с тем, что старший сын Осман II на момент смерти отца не достиг возраста совершеннолетия и сановники предпочли взрослого, но душевнобольного Мустафу I.

## Биография

### Происхождение и ранние годы
Ахмед I родился в Манисе в семье будущего султана Мехмеда III, на тот момент занимавшего пост санджак-бея Манисы, и его наложницы Хандан-султан. В источниках указываются разные даты рождения. Османист Энтони Олдерсон писал в своей работе «Структура Османской династии» в качестве даты рождения султана Ахмеда 18 апреля 1590 года; этой же версии придерживался историк Сюрейя Мехмед-бей, но при этом он также писал в качестве года рождения 1588 год. Историк Мехмет Ильгюрель в статье о Ахмеде I в «Исламской энциклопедии» писал, что султан родился 28 апреля 1590 года.
В 1595 году после смерти деда Мурада III отец Ахмеда — шехзаде Мехмед взошёл на престол и его семья переехала во дворец Топкапы в Стамбуле.

### Братья Ахмеда. Казнь шехзаде Махмуда
Доподлинно неизвестно, были ли у Ахмеда полнородные братья, но Ахмед в первые годы жизни не считался наследником престола, поскольку у него было, по крайней мере, двое старших братьев Селим и Махмуд. Помимо двух старших братьев Олдерсон писал, что у Ахмеда I было ещё четверо братьев, среди которых был шехзаде Мустафа, ставший в будущем султаном. Шехзаде Селим, который считался наследником престола, скончался в 1597 году; новым наследником стал шехзаде Махмуд.
Мать Ахмеда Хандан-султан опасалась, что когда Махмуд взойдет на трон, то он согласно закону Фатиха казнит её сына как своего соперника. Хандан-султан заключила союз со своей свекровью Сафие-султан против Махмуда, который не одобрял влияние своей бабушки на отца и нелюбовь к своей матери. В столице стали распространяться слухи о заговоре с целью отравить Мехмеда III и возвести на трон шехзаде Махмуда; между визирями имперского совета развернулась дискуссия о том, кто должен стать султаном; одна партия поддерживала Махмуда, другая – его брата Ахмеда. Согласно другому слуху, если бы заговор с целью убийства султана провалился, то шехзаде Махмуд должен был бы тайно отправиться в провинцию и собрать войска, чтобы сражаться за трон.
В середине 1603 года шпионами Сафие-султан было перехвачено письмо, которое Халиме получила от исламского религиозного деятеля. В письме сообщалось, что султан Мехмед умрёт в течение полугода и ему будет наследовать старший сын. Как отмечает Бёрекчи, это письмо было фальсификацией, изготовленной Сафие или Хандан. Мехмед III отдал приказ о казни сына, который как он считал хочет его свергнуть. Согласно рассказам английского посла Генри Лелло, шехзаде Махмуда два дня пытали на фалаке в попытке раскрыть заговор, но он ничего не сказал, поскольку не знал о деятельности матери. Его мать объясняла ситуацию, что просила шейха погадать. Она задавалась вопросом, взойдёт ли её сын в будущем на престол и что бумага, отправленная ей шейхом, содержала информацию, что её сын взойдёт на трон, но ни было заявлений произойдет ли это со смертью или свержением султана.
Султана не устроили ни слова наложницы, ни слова собственного сына. Он решил посоветоваться по этому поводу с великим визирем Йемишчи Хасаном-пашой и муфтием. Султан потребовал юридического заключения от муфтия Эбюльмеямин Мустафы-эфенди, может ли он казнить своего сына или нет. Муфтий высказал мнение, что он не может совершить казнь без каких-либо свидетельств против шехзаде и что Махмуд может быть казнён только на том основании, что его смерть удовлетворит его отца. 7 июня 1603 года шехзаде Махмуд был задушен палачами. Согласно историку Феридуну Эмеджену, в тот же день мать шехзаде и около 30 его слуг были сброшены в море. Бёрекчи опровергает казнь матери и пишет, что к концу июня она была отправлена в Старый дворец. После казни брата шехзаде Ахмед стал наследником трона и у него остался единственный младший брат Мустафа, а шехзаде Джихангир, вероятно скончался от чумы в 1602 году.

### Правление

#### Начало правления
Султан Мехмед ІІІ скоропостижно скончался от сердечного приступа в последней декаде декабря 1603 года. В источниках есть расхождения по дате смерти султана. «Исламская энциклопедия» называет дату смерти 22 декабря. Турецкий историк Гюнхан Бёрекчи в докторской диссертации «Династия на пороге гибели: Мехмед III, Ахмед I, Мустафа I и политический кризис Османской империи XVII века» называл дату смерти Мехмеда ІІІ 20 декабря. Сюрейя Мехмед-бей и Олдерсон указывали дату смерти Мехмеда ІІІ как 21 декабря.
В возрасте 13 лет шехзаде Ахмед стал новым султаном Османской империи. Это был первый случай в истории империи, когда на трон взошёл шехзаде, не достигший совершеннолетия и не имевший детей, а также не прошедший процедуру обрезания. Это был первый случай, когда султаном стал шехзаде, который не прошёл обучение в санджаке. В тот же день во дворце Топкапы состоялась тронная церемония по возведению на престол юного монарха. Шехзаде Ахмед принял присягу всех придворных, начиная с муфтия Мустафы-эфенди, которые поздравили его с вступлением на престол. После церемонии Ахмед был объявлен новым султаном и четырнадцатым правителем Османского государства. По окончании коронации присутствующие облачились в траур и совершили заупокойные молитвы по скончавшемуся Мехмеду III, тело которого было перенесено для погребения на территорию мечети Айя-София.
После восшествия на престол Ахмеда его мать Хандан-султан получила титул валиде-султан и вступила в борьбу за власть со своей свекровью и бабушкой юного султана Сафие-султан. Ахмед I не подчинялся матери, часто пренебрегал её советами и желал ограничить власть новой валиде-султан, поскольку перед ним был пример тлетворного влияния на политику его бабушки. Борьба за власть между Хандан-султан и Сафие-султан завершилась в пользу матери нового султана. В январе 1604 года Ахмед I приказал выслать свою бабушку в Старый дворец. Вместе с Сафие-султан по приказу Хандан-султан в Старый дворец были сосланы некоторые слуги и наложницы, которых подозревали в связи с ней.
По распоряжению сына Хандан-султан получала жалование в размере 1000 акче в день, в то время как Сафие-султан получала в три раза больше. Хандан-султан стала главным наставником, стражем и советником сына; именно Хандан и шейх-уль-ислам Мустафа-эфенди назначали, контролировали и снимали с должностей визирей; визири, являвшиеся сторонниками валиде и шейх-уль-ислама, чаще других занимали самые высокие должности в государстве. Поскольку Ахмед на момент восшествия на престол не имел детей, его брат шехзаде Мустафа был на тот момент единственным наследником престола и, несмотря на существовавшую в то время традицию братоубийства, ему была сохранена жизнь. Хандан-султан стала подбирать Ахмеду красивых наложниц в надежде, что если у него родится сын, то он изменит решение по поводу Мустафы. Надежды не оправдались: в ноябре 1604 года у Ахмеда родился сын Осман, в марте 1605 — сын Мехмед, а Мустафа оставался в живых. Историки считают, что Ахмед I был уверен, что его брат не может угрожать его правлению из-за своего психического заболевания. По общей договорённости Мустафа был переселён в кафес — небольшой павильон на территории султанского дворца, в котором шехзаде находился в изоляции от внешнего мира под постоянным наблюдением стражи.
Хандан-султан скоропостижно скончалась в ноябре 1605 года в достаточно молодом возрасте — на момент смерти ей было всего чуть больше 30 лет. Причины смерти Хандан-султан не установлены — существуют версии о том, что она умерла от болезни желудка или была отравлена. Ахмед I устроил матери пышные похороны и для упокоения души валиде раздал страждущим большое количество еды и подаяний. Горе султана была так велико, что через семь дней после похорон матери, он покинул Стамбул и уехал в Бурсу. После смерти матери его ближайшим советником стал Дервиш Мехмед-паша, который возвысился в начале правления молодого султана. В июне 1606 года Дервиш Мехмед-паша был назначен на должность великого визиря и отправил в отставку шейх-уль-ислама Сунуллаха-эфенди, который обвинял его в отравлении Соколлузаде Лала Мехмеда-паши. Ходили слухи, что Дервиш Мехмед-паша отравил предшественника с помощью нанятого португальского врача, чтобы занять его должность. Великий визирь пытался пополнить государственную казну за счёт конфискации богатств у состоятельных евреев. В декабре 1606 года Дервиш Мехмед-паша был казнён по обвинению в покушении на жизнь султана. Турецкий историк Неджет Сарыджоглу в «Исламской энциклопедии» писал, что причина казни великого визиря была в том, что он вернулся к христианству. В свою очередь Бёрекчи в своей докторской диссертации «Factions and Favorites at the Courts of Sultan Ahmed I (r. 1603-17) and His Immediate Predecessors» писал, что Дервиш Мехмед-паша был казнён за то, что он плохо управлял делами империи и притеснял многочисленных визирей, вельмож и простых людей.

### Внутренняя политика

#### Восстание Джаляли
В правление Ахмеда I продолжалось восстание Джаляли в Анатолии под предводительством Календероглу Мехмета-аги, причинами которых стало бедственное положение народа из-за высоких налогов. Один из лидеров Джаляли Тавил Ахмед нанёс поражение бейлербею и сердару Алеппо Гюмюльджинели Насух-паше и бейлербею Анатолии Кедждехану Али-паше. Была предпринята попытка предотвратить восстание, предоставив Тавилу Ахмеду в 1605 году должность бейлербея Шаразора, но через некоторое время он снова восстал и захватил Харпут. Его сын Мехмед получил должность бейлербея Багдада с помощью поддельного фирмана и нанёс поражение армии Насуха-паши. Багдад был освобождён от власти мятежников в 1607 году.
Новый великий визирь Куюджу Мурад-паша помиловал Джаляли в Анатолии, поcетил окрестности Бурсы и Манисы и передал Анкару Календероглу, назначив его санджак-беем. Календероглу вскоре вновь начал восстание и жители Анкары не пустили его в город. Он потерпел поражение от армии Куюджу Мурада-паши в Алачайыре и бежал в Персию. К концу 1608 года Куюджу Мурад-паша продолжил подавление восстания, уничтожив больших и малых вождей повстанцев Джаляли в Анатолии. Куюджу Мурад-паша вернулся в Стамбул и через некоторое время сумел устранить оставшихся вождей повстанцев, предложив им вступить в армию под предлогом организации экспедиции в Персию. 30 сентября 1609 года султан Ахмед I издал «Указ о справедливости» («Адалет-наме»), который должен был избавить народ от притеснений должностных лиц. Султан пытался заселить деревни, которые были покинуты местными жителями во время восстания.

### Внешняя политика

#### Война с Персией
Персидская армия под командованием Аббаса I захватила Нахичевань и подошла к Эривани. Командующий османской армией Юсуф Синан-паша выступил в поход из Стамбула в июне 1604 года и 8 ноября прибыл в Карс. Юсуф Синан-паша в поход против армии Аббаса I не выступил, оставшись на зимовку в Ване. В 1605 году после осады, которая продолжалась в течение девяти месяцев, крепость была захвачена, после того как персы после подкопа ворвались в крепость. Крепость капитулировала через 10 дней, а затем была разрушена по приказу Аббаса I до основания.
В 1605 году Синан-паша повёл свою армию в наступление на Тебриз. Турецкая армия была ослаблена действиями паши Эрзурума Кёсе Сефер-паши, который отделился от основного войска и был разбит персами и попал к ним в плен. Османская армия под командованием Синана-паши была разбита в битве при Суфиане. Во время битвы среди солдат поползли слухи, что Синан-паша обратился в бегство, хотя как писал Бёрекчи он готовил в своём лагере контратаку. Расстроенные солдаты обратились в бегство, что сказалось на общей ситуации и Синану-паше ничего не оставалось, как отступить. Персы захватили лагерь командующего османской армией. Османская армия отступила сначала в Ван, а оттуда в сторону Диярбакыра. Бейлербей Алеппо Джанболатоглу Хусейн-паша был обвинён в поражении, поскольку во главе большого войска опоздал к началу сражения. Джанболатоглу Хусейн-паша и несколько командиров его армии были казнены по приказу великого визиря. Этот поступок вызвал бунт солдат, которых возглавил племянник казнённого Джанболатоглу Али-паша. Воспользовавшись неурядицами в османском войске, персы захватили Ширван, Шемаху и Гянджу.
Джанболатоглу Али-паша в союзе с Маноглу Фахр-ад-дином нанёс поражение наместнику Триполи Сейфоглу Юсуфу. Али-паша взял под контроль территорию около города Адана и стал выпускать монеты от своего имени, а также создал собственную армию. Султан приказал подавить восстание. Османская армия выступила в поход под командованием Куюджу Мурада-паши и оказалась в затруднительном положении на равнине Орудж против 30 000 повстанцев, вооружённых винтовками. 24 октября 1607 года Куюджу Мурад-паша нанёс поражение повстанцам и Маноглу бежал в Ливан вместе со своими сторонниками. Джанболатоглу Али-паша бежал в Стамбул и просил прощения у султана за свои действия. Ахмед I назначил его правителем города Тимишоара, а затем поручил управление Белградом, но Али-паша был казнён за то, что он притеснял народ в вверенных ему землях.
В 1610 году великий визирь Куюджу Мурад-паша, который ранее подавил восстание Джелали, выступил в поход против шаха Аббаса. Куюджу Мурад-паша не смог вовлечь персидскую армию в сражение и в августе следующего года он скоропостижно скончался в Диярбакыре, где армия остановилась на зимовку. Новый великий визирь Гюмюльджинели Насух-паша был за заключение мирного договора с Сефевидской империей, согласно которому были определены границы 1555 года. Согласно условиям, шах Аббас обязался выплачивать ежегодный налог в размере 200 тюков шёлка и различных ценных товаров, равной стоимости 100 вьюков акче. 
В 1614 году по приказу султана был казнён Насух-паша. Новым великим визирем стал Окюз Мехмед-паша, но в следующем году соглашение с Сефевидами было разорвано, поскольку шах Аббас не прислал обещанные 200 тюков шёлка. 22 мая 1615 года Окюз Мехмед-паша был назначен главнокомандующим армии, но решил отложить на год военный поход. Шах Аббас воспользовался этой ситуацией и разрушил Гянджу. В апреле 1616 года Окюз Мехмед-паша во главе османской армии вышел из Алеппо и пришёл в Карс, укреплением которого он занимался. Затем Окюз Мехмед-паша повёл турецкую армию на Эривань и осадил его, нанеся поражение персидской армии в одном из сражений. Осада хорошо укреплённого города началась в сентябре 1616 года и продолжалась в течение 55 дней и была снята. Причиной неудачной осады стал недостаток осадной артиллерии и ожесточённое сопротивление гарнизона крепости. Шах Аббас согласился выполнить условия договора и Окюз Мехмед-паша отступил в Эрзурум.
Из-за неудачного военного похода Мехмед-паша был снят с должности великого визиря и на его место был назначен Марашлы Халиль-паша. Османская армия под командованием Марашлы Халиль-паши захватила Тебриз, но была разбита персами в битве при Ардебиле, в которой погибло 15 000 турецких солдат.

#### Тринадцатилетняя война
В Европе продолжалась война с Венгрией, которая началась в 1593 году в правление его деда Мурада III. К началу правления Ахмеда I война шла с переменным успехом, но турки захватили несколько важных городов и крепостей. В июле 1604 года в Белграде умер великий визирь Малкочоглу Явуз Али-паша, который должен был командовать османской армией в Тринадцатилетней войне. Сменивший его в этой должности Соколлузаде Лала Мехмед-паша успешно командовал армией, которая захватила Пешт и Вац, а также осадила Эстергом. В ноябре 1604 года осада Эстергома была снята из-за приближающейся зимы и усталости солдат и османская армия отступила в Белград.
Дворянин Иштван Бочкаи организовал антигабсургское восстание в Трансильвании и отправил послов в Стамбул с просьбой о помощи. После того, как помощь была одобрена, он присоединился к османской армии вместе со своими войсками. 4 ноября 1605 года Эстергом был захвачен османской армией, а Бочкаи при поддержке османской армии захватил Нове-Замки. Лала Мехмед-паша был отозван в Стамбул, чтобы принять командование армией в войне с Персией и подавлении восстания Джаляли, которое стало более опасным. В 1606 году Лала Мехмед-паша скоропостижно скончался во время подготовки к военному походу. Чтобы Османской империи не вести войну на два фронта, нужно было заключить мир с Австрией.
Куюджу Мурад-паша отправился в Буду, где ему было поручено продолжать вести переговоры о завершении многолетней войны. Делегации обеих сторон прибыли в Житватор, где 11 ноября 1606 года с Австрией был подписан Житваторокский мир, согласно которому Османская империя отказывались от требования ежегодной дани с Австрии в размере 30 000 дукатов, которую она платила ещё со времён правления Сулеймана I. Император Рудольф II обязался выплатить компенсацию в размере 200 000 курушей. Османская империя воздерживались от нападения на владения Габсбургской монархии в Венгрии и признавала императорский титул Габсбургов, которого называли теперь «римским императором», а не «королём», как прежде. Этот договор показал, что Османская империя потеряла абсолютное превосходство над европейскими государствами. Историки считали, что этот договор повлиял на то, что рост Османской империи остановился.

#### Правление Батория в Трансильвании
В 1608 году правителем Трансильвании в ходе восстания гайдуков стал соратник Иштвана Бочкаи Габриель Баторий. В том же году Баторий получил из Стамбула, символы власти и документ в котором предписывалось освобождение страны от выплаты дани на три года. Баторий окружил себя группой советников, которые были членами знатных семей Трансильвании. Он облагал население княжества высокими налогами, что вызывало недовольство жителей. В июне 1609 года Баторий решил остановить торговлю с Молдавским княжеством, но для этого он приказал забрать главному судье Михаю Вайсу документы договора, подписанного за год до этого. Михай Вайс не смог забрать документы в Яссах, но вернулся с обещанием от Константина Могилы о выплате дани. Молдавский посол прибыл с частью дани в размере 2 тысячи форинтов, а также привёз в подарок лошадь и козу. Баторий отменил символический налог, но приказал взять посла под стражу, до тех пока не будет возвращено письмо о союзе. Молдавия выполнила требование Батория; в Трансильванию было отправлено вместе с письмом в качестве подарка 40 коз, что позволило избежать военного столкновения.
12 декабря 1610 года Баторий захватил Себен без единого выстрела, когда его армия  вошла в окружённый стеной город. Спустя три дня ему были преподнесены ключи от города и согласно поговорке «Батори теперь контролировал Трансильванию». Баторий назначил Себен своей резиденцией. В декабре 1610 года Баторий начал военный поход против Валахии, но валашский господарь Раду Щербан при приближении трансильванских войск бежал в Молдавию, а оттуда в Вену. Баторий занял Тырговиште и объявил себя господарем Валахии. Чтобы заручиться поддержкой Османской империи, Баторий отправил в Стамбул делегацию из 18 человек. Их задача состояла в том, чтобы убедить османских сановников, что Баторий защищает интересы Османской империи. Его посланники должны были объяснить, что захват Валахии является прелюдией к походу на Польшу. Историк Катарин Петер писала, что Баторий расчитывал получить польскую корону, но сановники в Османской империи не рассчитывали на Батория, как на своего кандидата на польский трон. Баторию было приказано вернуться в Трансильванию, а новым господарем был назначен Раду Михня.
Во время отсутствия Батория войска пашей Буды и Темешвара вторглись в Трансильванию, разорив земли княжества. В округах Бихар, Сатмар и Баркасаг были активны гайдуки, которые нападали на поселения местных жителей. 7 июля 1611 года Баторий потерпел поражение в сражении под Брашовом от войск Раду Щербана. Баторий укрылся в своей резиденции в Себене, на которую двинулись войска Раду Щербаня. Из Венгрии на Себен выдвинулись войска Жигмонда Форгача. Себен стал целью двух армий и летописец писал, что солдаты «страну разоряют, опустошают, предают огню, грабят силы с двух сторон..». В осаждённом Себене Баторий ввёл высокие налоги, а тех кто был ни в состоянии их платить, бросали в тюрьму. Габор Бетлен обратился за помощью к турецким военачальникам из соседних провинций. На помощь осаждённым пришла турецкая армия под командованием паши Боснии Омера-паши и осаждающие отступили. Венгерские солдаты понесли большие потери из-за голода и холода и с большим трудом добрались до Кассы. Османская империя утвердила своё политическое присутствие в Трансильвании.
Осенью 1611 года Баторий отправил в Стамбул дворянина Андраша Гичи, чтобы тот передал благодарность османскому правительству за помощь против венгерских войск Форгача. Гичи отправился в Брашов, где присоединился к оппозиции Батори, благодаря чему противники господаря обрели самообладание. Османская империя не была готова принимать быстрые решения и признала Гичи новым правителем Трансильвании. Гичи пообещал платить ежегодную дань в размере 15 тысяч форинтов. Новый правитель Трансильвании отправил послания подданным, среди которых были угрозы о том, что если ему не подчинятся, то «Трансильванию ждет трагический конец, подобный трагическому концу Трои». Реакция Батория на такие угрозы не заставила себя долго ждать. На заседании Сейма 26 июня 1612 года Баторий предолжил войну против турок и объединение с Венгерским королевством. Однако трансильванские дворяне отказались голосовать за войну и Баторий решил убедить их подготовить опровержения на обвинения Гичи.
15 октября 1612 года войска Батория нанесли поражение армии Вайса, который перешёл на сторону Гичи. Обе стороны понесли большие потери, а сам Вайс погиб в сражении. Уцелевшие воины отступили в Брашов, а в ноябре 1612 года Баторий добился изгнания своих противников из страны. Батори вступил в переговоры с королём Венгрии Матьяшем II. Целью переговоров с королём Венгрии было то, что в случае нападения турок на Трансильванию, княжество будет искать помощи у короля и его преемников. Баторий добился того, чтобы объединить Трансильванию с империей Габсбургов. Этот договор возмутил султана Ахмеда I и в марте 1613 года диван постановил, что Габор Бетелен должен стать новым господарем Трансильвании и в конце апреля он получил символы власти. 22 мая в Стамбул прибыли послы от Батория, но великий визирь Гюмюльджинели Насух-паша запретил им передавать свои дары, чтобы те никого не склонили на свою сторону.
В августе 1613 года турецкая армия при поддержке валашского господаря Раду Михни, молдавского господаря Стефана Томши и войско крымских татар под командованием хана Джанибека Герая совершила карательный поход на Трансильванию. Общая численность объединённых войск составляла 80 тысяч человек, что вероятно было самой большой численностью вражеской армии, вторгавшейся в Трансильванию. Судьба страны была предрешена и 23 октября 1613 года на сейме Габор Бетлен был утверждён в качестве нового господаря. Баторий был убит 27 октября, вероятно людьми, которых нанял Гичи. Узнав о смерти Батория, турецкие солдаты вернулись назад, уведя с собой большое количество пленных, оставив после себя страну, разорённую и находящуюся под контролем Османской империи.

#### Набеги на побережье Османской империи
В правление султана Ахмеда I Королевство Испания и её союзники Герцогство Тосканское и рыцари Мальтийского ордена совершали набеги на османское побережье Средиземного моря. В 1611 году мальтийский флот атаковал Коринф, захватив 500 пленных, а в следующем году тосканский флот совершил набег на Кос, захватив 1200 пленных. В то время, когда продолжались набеги европейцев на османское побережье, капудан-паша Окюз Мехмед-паша нанёс поражение флоту Фахр-ад-дина II, который заключил союз с европейскими государствами. Новый капудан-паша Марашлы Халиль-паша у берегов Кипра нанёс поражение мальтийцам, уничтожив также принадлежавший им самый большой корабль «Карацехеннем».
В правление султана Ахмеда I запорожские казаки неоднократно совершали набеги на османское побережье Чёрного моря, подвергая грабежам города и селения. В 1606 году казаки подвергали грабежу города на черноморском побережье, среди которых были Килия, Аккерман и Варна. В результате походов была захвачена богатая добыча, а флотилия  казаков под командованием Петра Сагайдачного захватила Кафу. В 1607 году казаки под командованием Сагайдачного около Очакова одержали победу над турецким флотом, после чего многочисленные затоны казаков стали появляться около Добруджи. В октябре 1608 года казаки захватили Перекоп, пограничную крепость с Крымским ханством. Гарнизон Перекопа составляли 1400 янычар, вооружённых артиллерией, но казаки сумели захватить укрепления и турецкие пушки. Захватив Перекоп, казаки освободили большое количество христианских пленников.
В 1612 году казацкая флотилия, составлявшая 60 чаек, совершила поход на Гезлев, Бабадаг, Варну и Несебыр. В 1613 году казаки отправились в поход на черноморские города Крымского ханства, который завершился успешно. По приказу султана в устье Днепра была отправлена эскадра с целью преградить казакам возвращение домой. Ночью казаки неожиданно на чайках атаковали эскадру и захватили шесть галер. В 1614 году во время морского похода шторм разметал флотилию казаков, некоторые из которых оказались в Анатолии. Выжившие казаки были убиты или проданы в рабство, но в июле того же года казаки разорили города и сёла на черноморском побережье Османской империи. Город Синоп подвергся жестокому разграблению и был сожжён. Султан отправил флот в погоню за казаками, в результате битвы 20 казаков были взяты в плен, которых султан отправил в Трапезунд для наказания.
В 1615 году казаки на 80 чайках приблизились к Стамбулу, гарнизон которого составил 24 тысячи янычар и 6 тысяч сипахов. Казаки сожгли два порта Мизевну и Архиоку и стали отступать. Султан отправил за ними в погоню эскадру, которая потерпела поражение в битве у устья Дуная. Казаки захватили несколько галер, которые были сожжены у Очакова на глазах гарнизона города. Раненый командующий эскадрой просил за себя выкуп в размере 30 тысяч монет, но умер в плену, не дождавшись освобождения.
В 1616 году запорожские казаки под командованием Петра Сагайдачного вступили в бой с крупной турецкой эскадрой под командованием Али-паши. Казаки одержали победу, захватив 15 галер и 100 вспомогательных судов, а Али-паша сумел сбежать. В штурме Кафы принимали участие 700 донских казаков. Город был разграблен казаками, которые освободили большое количество христианских пленников, которых готовили на продажу. Осенью того же года казаки совершили поход на Самсун, но поход не удался из-за шторма, потопившего у казаков 26 галер. 2000 казаков высадились на берег и захватили Трапезунд, а затем вступили в бой с эскадрой под командованием адмирала Циколи-паши, потопив три турецких корабля. В том же году казаки вновь разграбили и разрушили Синоп и вернулись в Запорожскую сечь.
В 1617 году запорожские казаки под командованием Дмитрия Барабаша вновь оказались около Стамбула. Современники писали, что казаки «заблистали своими походными огнями у окна самого сераля». Казаки разгромили османскую эскадру на подступах к гавани и это привело османское правительство в такой ужас, что султан стал угрожать войной Польше. Польский король Сигизмунд III был вынужден подписать с Османской империей договор, по которому «казакам было запрещено выходить из Днепра в Чёрное море», угрожая им наказанием. Несмотря на договор, в последующие годы казаки регулярно совершали набеги на османские владения.

#### Торговля
Помимо военных действий, в начале правления Ахмеда I были возобновлены торговые отношения с Англией, Францией и Венецианской республикой. С Францией был подписан договор, согласно которому каталонцы, испанцы, португальцы и представители других государств могли торговать под флагом Франции.
В июле 1612 года было заключено первое торговое соглашение с Нидерландами. В правление султана Ахмеда I был разрешён импорт табака и введён общенациональный запрет на алкоголь.

### Смерть и преемственность
Ахмед I умер от болезни желудка, продолжавшейся 51 день, 22 ноября 1617 года в возрасте 27 лет. У Ахмеда I остались малолетние сыновья, старшему из которых шехзаде Осману было 13 лет и он считался наследником трона. Шейх-уль-ислам Ходжазаде Эсад-эфенди, каймакам Софу Мехмед-паша и другие государственные сановники настаивали на возведении на трон Мустафы в обход Османа, что изменяло сам принцип престолонаследия. Впервые в истории Османской империи на трон мог быть возведён старший член династии мужского пола. Это нарушало устоявшийся на протяжении четырнадцати поколений порядок наследования престола, когда султаном становился сын умершего правителя.
Османский историк Ибрагим Печеви писал, что «возведение на трон малолетнего шехзаде при наличии взрослого шехзаде было бы негативно воспринято народом». Кызляр-ага Мустафа, хоть и был против восшествия на престол безумного шехзаде, считал, что в будущем Мустафа может пойти на поправку. Ходили слухи, что возведение на трон душевнобольного Мустафы поддерживала фаворитка Ахмеда I Кёсем-султан, чтобы не допустить наследование престола Османом и сохранить трон для своих сыновей. Новым султаном стал шехзаде Мустафа, который взошёл на престол, как Мустафа I.

## Личность
Согласно донесениям венецианских послов, в середине 1610-х годов находившийся под влиянием своей фаворитки Кёсем-султан Ахмед I выслал мать своего старшего сына Махфируз Хадидже-султан в Старый дворец, где она провела остаток жизни. Также, вероятно под влиянием Кёсем, Ахмед сохранил жизнь слабоумному брату Мустафе. Кёсем не желала после смерти султана видеть на троне шехзаде Османа, сына Ахмеда I и Махфируз, поскольку считала, что когда Осман взойдёт на трон, он, скорее всего, казнит своих единокровных братьев — сыновей Ахмеда и Кёсем.
Несмотря на это, Ахмед с самого начала своего правления опасался Мустафы, который был заточён в кафесе. Как писал дипломат Контарини в 1612 году, султан дважды отдавал приказ удушить брата, однако в обоих случаях менял своё решение. В первый раз это произошло из-за сильных резей в желудке султана, а во второй — его сильно напугала гроза, в эпицентре которой оказался дворец Топкапы. Турецкий историк Эмеджен упоминал, что причина в том, что Мустафа остался в живых, было то, что казнь 19 братьев, которую совершил их отец Мехмед III, была воспринята в народе негативно.
В «Исламской энциклопедии» сообщается, что Ахмед I завоевал доверие народа, потому что «был религиозным и благотворительным султаном, не предававшимся удовольствиям». Ахмед I не прощал тех, кто его предал, и из-за своей резкого характера порой был жесток даже к тем, кто служил государству. Султан увлекался охотой и играми с копьем и время от времени выезжал на охоту в Эдирне и Бурсу. Ахмед был поэтом и писал стихи под псевдонимом Бахти.

## Строительство
По приказу султана Ахмеда I в Стамбуле архитектором Седефкаром Мехмедом-агой была построена мечеть Ахмедийе. С целью освобождения места для постройки мечети на площади Ипподром были снесены здания византийской и ранней османской эпохи. В сентябре 1608 года от шейх-уль-ислама Ходжазаде Мехмеда-эфенди была получена фетва (разрешение) на строительство мечети. Строительство мечети началось в 1609 году и султан лично принимал участие в закладке фундамента мечети, «работая до пота с золотой киркой». Мечеть является одним из шедевров мусульманской архитектуры.
Ахмед I стал вторым султаном Османской империи после своего предка Сулеймана Великолепного, который построил архитектурный комплекс в Стамбуле. Мечеть Ахмедийе стилистически напоминает мечеть Сулеймание. Помимо самой мечети были построены медресе, столовая, больница, лавки, мектеб, караван-сарай и фонтаны, образовавшие благотворительный комплекс Ахмедие. Строительство мечети завершилось в 1616 году, за год до смерти султана. Мечеть имеет шесть минаретов, четыре из которых имеют по три балкона и два минарета по два балкона. Общая стоимость строительства мечети составила 1 500 миллиона дукатов, что равнялось 12 миллионам акче. В правление сына Ахмеда I, султана Османа II, было завершено строительство мавзолея. В этом мавзолее находятся 36 саркофагов, в которых похоронены члены Османской династии, включая самого султана Ахмеда I.
Помимо строительства «Голубой мечети» Ахмед I приказал построить мавзолей своему отцу. По приказу султана были построены мечеть Кавак в Ускюдаре и мечеть Иставроз в Бейлербейи, ныне не существующие. Ахмед I приказал построить несколько фонтанов, включая фонтаны в Эюпе и Ускюдаре, которые в последующие годы были разрушены во время строительных работ.
Ахмед I приказал отремонтировать стены Каабы, которые были в плохом состоянии, прислав для этого мастеров из Стамбула. По приказу султана в Стамбуле для мечети Масджид ан-Набави в Медине была изготовлена новая кафедра из белого мрамора, чтобы заменить старую кафедру.

## Личная жизнь
Жёны и наложницы
- Махфируз Хадидже-султан[78]
- Кёсем-султан (ум. 2 сентября 1651[79][80])
- Фатьма-хатун[5]

Сыновья
- Осман II (15 ноября 1603[81]/3 ноября 1604 — 20 мая 1622; мать — Махфируз Хадидже-султан[5])
- шехзаде Мехмед (8 марта 1605 — 12 января[5]/февраль-март[82] 1621; мать — Кёсем-султан[83][84])
- шехзаде Орхан (1607/1609 — 1612)[85]
- Мурад IV (29 августа 1609[5] или 26/27 июля 1612 — 8/9[86] февраля 1640; мать — Кёсем-султан[80][5])
- шехзаде Сулейман (1610/1611 — 27 июля 1635/1636[87]; мать — вероятно[84], Кёсем-султан[5])
- сын (1610 — казнён 1 июня 1622[5])
- шехзаде Селим (27 июня — июль 1611[5][88]; мать — Кёсем-султан)
- шехзаде Хасан (25 ноября 1612[5] — 1615; мать — Фатьма-хатун)
- шехзаде Баязид (1611[89]/октябрь[5] 1612 — казнён 27 августа[5] 1635[89]; мать — Махфируз Хадидже-султан)
- шехзаде Хюсейн (14 ноября 1613[90] — 1617[5]; мать — Махфируз Хадидже-султан)
- шехзаде Касым (1613[5]/1614 — 17 февраля 1637[91]/1638[5]; мать — Кёсем-султан[84][92])
- сын (1615 — казнён 1 июня 1622[5])
- Ибрагим I (4[5]/5 ноября 1615[91] — 28 августа 1648[91]; мать — Кёсем-султан[80][5][84])

Дочери
- Айше-султан (1605—1656[5]; мать — Кёсем-султан[84][5]) — побывала замужем по разным данным пять или шесть раз, в одном из браков родила сына Мустафу[93][5].
- Фатьма-султан (1605[94][5] / ок. 1606—1670; мать — Кёсем-султан[84][5]) — была замужем по разным данным три[95] или шесть раз[5].
- Кёсем-султан (1606 — март 1612[5]; мать неизвестна)
- Гевхерхан-султан (ок. 1608—1660; мать — Кёсем-султан[84]) — была трижды замужем, во втором браке родила дочь Сафие[5][96].
- Ханзаде-султан (1609 — 23[97] сентября 1650[98][5]; мать — Кёсем-султан[99][100] или Махфируз Хадидже-султан[99]) — была дважды замужем[97].
- Эсма-султан (1612 - 1613; мать неизвестна)
- Бурназ[101] Атике-султан (1614 — ок. 1674; мать — Кёсем-султан — трижды была замужем[101].
- Абиде-султан (ок. 1618 — ок. 1648[102]; мать — Фатьма-хатун) — была замужем за Кючюк Мусой[103][5].
- Зейнеп-султан[5][104]
- Уммюхан-султан — была замужем за Шехит Али-пашой[5].

## В культуре
- В турецком фильме «Махпейкер» (2010 г.) роль султана Ахмеда исполнил Гёкхан Мумджу[105].
- В турецком историческом сериале «Великолепный век. Империя Кёсем» роль султана Ахмеда исполнил Экин Коч[106][107].